# Nikita Gótský

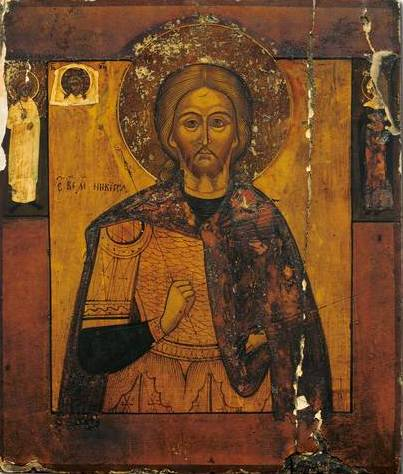
Sv. Nikita, ruská ikona

Nikita (Gótský) (rusky Никита, ukrajinsky Микита, z řeckého Νικήτας Niketas) (? - 372) je křesťanský světec-mučedník uctívaný především v Rusku. Jeho svátek se slaví 15. září.

## Život a činnost
Nikita byl gótský žoldnéř, který žil v Podunají v pohraniční oblasti Byzantské říšes a při svém křtu dostal své řecké jméno. Společně s Wulfilou šířil křesťanskou víru mezi Góty a bojoval proti pohanskému králi Athanarichovi. Ten jej nechal roku 372 upálit na hranici.
Podle legendy ho měl ďábel v podobě anděla přemlouvat, aby přinesl oběť pohanským bohům a zachránil si tak život. To však Nikita odmítl a skrze moditbu a s pomocí archanděla Michaela ďábla zahnal na útěk.
V Rusku, na Ukrajině a v Srbsku je sv. Nikitovi zasvěceno několik kostelů.